# 伊苏埃雷
伊苏埃雷，是西班牙阿拉贡自治区萨拉戈萨省的一个市镇。 总面积20平方公里，总人口57人（2001年），人口密度3人/平方公里。